# 276-й отдельный лыжный батальон
276-й отдельный лыжный батальон — воинская часть вооружённых сил СССР в Великой Отечественной войне.

## История
Батальон формировался в Кургане с ноября 1941 года, на базе 32-го учебного запасного лыжного полка. Подготовка командиров проводилась в Шоршнях Челябинской области, в Курган они не прибывали.
В действующей армии с 2 марта 1942 по 28 апреля 1942 года.
На 1 марта 1942 года сосредоточился в тылу армии и со 2 марта 1942 года начал бои в районе Погостья. 5 марта 1942 года придан 2-му лыжному полку и проследовал к месту его дислокации. В марте-апреле 1942 года наступал вместе со 198-й стрелковой дивизией, на 28 марта 1942 года ведёт напряжённый бой на рубеже (9122) и (9122г) фронтом на юго-восток, совместно с 294-м лыжным батальоном
28 апреля 1942 года расформирован.

## Подчинение
| Дата            | Фронт (округ)       | Армия      | Корпус | Примечания |
| --------------- | ------------------- | ---------- | ------ | ---------- |
| 01.03.1942 года | Ленинградский фронт | 54-я армия | -      | -          |
| 01.04.1942 года | Ленинградский фронт | 54-я армия | -      | -          |